# Aleksiej Orłow (1890–1942)
Aleksiej Aleksiejewicz Orłow, ros. Алексей Алексеевич Орлов (ur. w 1890 r., zm. 25/26 października 1942 r. w Warszawie) – rosyjski wojskowy (pułkownik), emigracyjny działacz kombatancki.
Służył w armii rosyjskiej. W 1911 r. awansował do stopnia podporucznika. Służył w Siemionowskim Pułku Lejbgwardii. Brał udział w I wojnie światowej. Latem 1915 r. został porucznikiem. Był ranny. Od października tego roku dowodził 3 Kompanią lejbgwardii Pułku Siemionowskiego. Doszedł do stopnia kapitana. W czerwcu 1919 r. wstąpił do Armii Północno-Zachodniej gen. Nikołaja N. Judenicza. W grudniu tego roku objął dowództwo 1 Batalionu 8 Siemionowskiego Pułku Piechoty. Mianowano go pułkownikiem. Na emigracji zamieszkał w Polsce. Żył w Łodzi. Był członkiem Stowarzyszenia lejbgwardii Pułku Siemionowskiego.